# Liste der Baudenkmale in Liepe
In der Liste der Baudenkmale in Liepe sind alle Baudenkmale der brandenburgischen Gemeinde Liepe und ihrer Ortsteile aufgelistet. Grundlage ist die Veröffentlichung der Landesdenkmalliste mit dem Stand vom 31. Dezember 2020. Die Bodendenkmale sind in der Liste der Bodendenkmale in Liepe aufgeführt.

## Legende
In den Spalten befinden sich folgende Informationen:
- ID-Nr.: Die Nummer wird vom Brandenburgischen Landesamt für Denkmalpflege vergeben. Ein Link hinter der Nummer führt zum Eintrag über das Denkmal in der Denkmaldatenbank. In dieser Spalte kann sich zusätzlich das Wort Wikidata befinden, der entsprechende Link führt zu Angaben zu diesem Denkmal bei Wikidata.
- Lage: die Adresse des Denkmales und die geographischen Koordinaten. Link zu einem Kartenansichtstool, um Koordinaten zu setzen. In der Kartenansicht sind Denkmale ohne Koordinaten mit einem roten beziehungsweise orangen Marker dargestellt und können in der Karte gesetzt werden. Denkmale ohne Bild sind mit einem blauen bzw. roten Marker gekennzeichnet, Denkmale mit Bild mit einem grünen beziehungsweise orangen Marker.
- Bezeichnung: Bezeichnung in den offiziellen Listen des Brandenburgischen Landesamtes für Denkmalpflege. Ein Link hinter der Bezeichnung führt zum Wikipedia-Artikel über das Denkmal.
- Beschreibung: die Beschreibung des Denkmales
- Bild: ein Bild des Denkmales und gegebenenfalls einen Link zu weiteren Fotos des Baudenkmals im Medienarchiv Wikimedia Commons

## Baudenkmale über die Ortsgrenzen hinweg
| ID-Nr.   | Lage   | Bezeichnung                                                                                      | Beschreibung                                                                                    | Bild                                                                                             |
| -------- | ------ | ------------------------------------------------------------------------------------------------ | ----------------------------------------------------------------------------------------------- | ------------------------------------------------------------------------------------------------ |
| 09175426 | (Lage) | Finowkanal zwischen Zerpenschleuse und Liepe sowie die damit verbundenen wasserbaulichen Anlagen | Der Finowkanal ist die älteste künstliche Wasserstraße in Deutschland, die noch in Betrieb ist. | Finowkanal zwischen Zerpenschleuse und Liepe sowie die damit verbundenen wasserbaulichen Anlagen |

## Baudenkmale
| ID-Nr.   | Lage                            | Bezeichnung                                                                    | Beschreibung | Bild               |
| -------- | ------------------------------- | ------------------------------------------------------------------------------ | --- | ------------------ |
| 09175517 | (Lage)                          | Dorfkirche                                                                     | Die evangelische Kirche ist ein nach Plänen von Winfried Wendland errichteter Fachwerkbau mit verbrettertem Westturm. Er wurde 1951 als Ersatz nach dem Vorbild der 1945 abgebrannten Vorgängerkirche von 1713 erbaut. Im Inneren befindet sich ein farbig gefasster Holzkruzifixus aus dem 18. Jahrhundert. | Dorfkirche         |
| 09175257 | ()                              | Begräbnisstätte der Roten Armee                                                | | ein Bild hochladen |
| 09175533 | Karl-Liebknecht-Straße 7 (Lage) | Hofanlage, bestehend aus Wohnhaus, zwei Stallgebäuden, Scheune und Einfriedung | | weitere Bilder     |